# Вероника Марс (сезон 3)
Третий сезон американского драматического телесериала «Вероника Марс», созданного Робом Томасом, начал выходить в эфир на канале The CW в США 3 октября 2006 года. Производством сезона занимались Warner Bros. Television, Silver Pictures Television, Stu Segall Productions, Inc и Rob Thomas Productions, а Джоэл Сильвер, Дайан Руджеро и Томас выступили в качестве исполнительных продюсеров. Третий сезон состоит из 20 эпизодов и завершился 22 мая 2007 года.

## Сюжет
Наконец-то Вероника в колледже. Жизнь прекрасна! Рядом любящий Логан, но слишком много людей жаждут мести! К тому же таинственный маньяк, нападающий на девушек, насилующий и стригущий их налысо не даёт студенческому городку спать спокойно. Вероника решает найти виновных, но вот происходит неожиданное — очередной жертвой становится подруга Вероники, Паркер, а вскоре директора колледжа находят убитым! Докопаться до истины становится делом чести для Вероники! Вероника решает воспользоваться помощью Элая Наварро (Френсис Капра), которому девушка помогла устроиться работать электриком в колледже.
Страсти накаляются: как только личность маньяка раскрыта, самоубийство декана О’Дэла (Эд Бегли-младший) потрясает студ-городок! Его жена Минди (Дежйми Рэй Ньюман) появляется в Расследованиях Марса и просит Кита докопаться до истины — женщина считает, что декана убили! Под подозрение попадают сама Минди и её возлюбленный — профессор Лэндри (Патрик Фабиан), любимый преподаватель Вероники, рекомендующий девушку в школу ФБР! Вероника объединяет усилия с помощником профессора Тимом (Джеймс Джордан), чтобы оправдать Лэндри и приходит к ужасному открытию, раскрывающему личность убийцы…

## В ролях

### Основной состав
- Кристен Белл — Вероника Марс
- Перси Дэггз III — Уоллес Финнэл
- Джейсон Доринг — Логан Экхолз
- Энрико Колантони — Кит Марс
- Фрэнсис Капра — Элай «Слоник» Наварро
- Райан Хэнсен — Дик Касабланкас
- Тина Мажорино — Мак МакКензи
- Крис Лоуэлл — Пиз Пизнански
- Джули Гансало — Паркер Ли
- Майкл Мани — Шериф Лэмб

### Второстепенный состав
- Эд Бегли-младший — Декан Сайрус О’Дэлл
- Кен Марино — Винни Ван Ло
- Дэвид Том — Чип Дилер
- Патрик Фабиан — Профессор Хэнк Лэндри
- Джеймс Джордан — Тим Фойл
- Райан Дэлвин — Мерсер Хэйс
- Джейми Рэй Ньюман — Минди О’Дэлл
- Макс Гринфилд — Лео Д’Мато
- Даран Норрис — Клифф МакКормак

## Эпизоды
| № общий | № в сезоне | Название                                                                           | Режиссёр      | Автор сценария                                                                               | Дата премьеры   | Зрители в США (млн) |
| --- | ---------- | ---------------------------------------------------------------------------------- | ------------- | -------------------------------------------------------------------------------------------- | --------------- | ------------------- |
| 45 | 1          | «Приветственный комитет» «Welcome Wagon»                                           | Джон Крэтчмэр | Роб Томас                                                                                    | 3 октября 2006  | 3.36                |
| Вероника, её парень Логан, Уоллес и Мак начинают учёбу в колледже Херст. Уоллес просит помощи Вероники, когда у его соседа по комнате Пиза крадут все вещи из машины. Работая над делом Пиза, Вероника узнает, что прошлогодний насильник не остановился. Тем временем Кит попадает в неприятности, помогая только что освобождённому из тюрьмы Кормаку Фицпатрику встретиться с Кендалл. |            |                                                                                    |               |                                                                                              |                 |                     |
| 46 | 2          | «Моя большая греческая приветственная неделя» «My Big Fat Greek Rush Week»         | Джон Крэтчмэр | Дайан Раггьеро                                                                               | 10 октября 2006 | 2.96                |
| Университетская газета нанимает Веронику, чтобы разоблачить женское общество Тета Бета, которое, как они уверены, замешано в изнасиловании Паркер. В процессе расследования Вероника понимает, что в обществе всё совсем не так, как кажется на первый взгляд. Между тем, Логан и Уоллес принимают участие в тюремном эксперименте, выступая в роли заключённых и надзирателей, который ставит их профессор социологии. |            |                                                                                    |               |                                                                                              |                 |                     |
| 47 | 3          | «Лайнбрэкер из Вичиты» «Wichita Linebacker»                                        | Гарри Уинер   | Фил Клеммер, Джон Энбом                                                                      | 17 октября 2006 | 3.12                |
| Игрок университетской футбольной команды нанимает Веронику чтобы найти украденный у него дневник игр, иначе он может лишиться стипендии. После того, как статья Вероники об обществе была опубликована, декан О’Делл шантажирует её исключением, если она не раскроет своих источников. Логан говорит Веронике, что они не могут увидеться из-за его расписания, однако она узнает, что он провёл это время, играя в подпольном казино колледжа. Тем временем, Вероника убеждает Кита взять Слоника на работу в «Расследования Марса» ассистентом. |            |                                                                                    |               |                                                                                              |                 |                     |
| 48 | 4          | «Чарли не седлает волну» «Charlie Don't Surf»                                      | Джейсон Блум  | Дайан Раггьеро, Джейсон Элен                                                                 | 24 октября 2006 | 3.33                |
| Логан замечает, что его наследство по непонятным для него причинам, уменьшается и просит Веронику провести расследование. Она выясняет, что большие суммы денег уходят к человеку по имени Чарли Стоун. Тем временем, Хармони Чейз нанимает Кита, чтобы проследить за своим мужем. |            |                                                                                    |               |                                                                                              |                 |                     |
| 49 | 5          | «Представитель Зла» «President Evil»                                               | Ник Марк      | Джонатан Москин, Дэвид Малей                                                                 | 31 октября 2006 | 2.70                |
| В Херсте Хэллоуин и, пока Вероника ждёт Логана в подпольном казино, туда врываются грабители и забирают кулон, который Веронике подарила Лили. Декан О’Делл и его жена Минди просят Кита найти Стиви, биологического отца сына Минди, который смертельно болен. Тем временем, Уоллес пытается сдать экзамен по машиностроению. |            |                                                                                    |               |                                                                                              |                 |                     |
| 50 | 6          | «Доверяй, но проверяй» «Hi, Infidelity»                                            | Майкл Филдс   | Джон Энбом                                                                                   | 7 ноября 2006   | 2.75                |
| Веронику обвиняют в копировании чужой работы для класса криминалистики профессора Лэндри. Пытаясь снять с себя обвинения, она понимает, что её наставник вовсе не такой святой. После того, как его поймали на списывании, Уоллес принимает решение, которое может повлиять на всю его жизнь в колледже. Пиз приглашает Веронику в боулинг, а она решает привести с собой Логана и Паркер, не подозревая, что он рассчитывал на что-то близкое к свиданию. |            |                                                                                    |               |                                                                                              |                 |                     |
| 51 | 7          | «Мужчины-грешники» «Of Vice and Men»                                               | Гарри Уинер   | Фил Клеммер                                                                                  | 14 ноября 2006  | 2.69                |
| Вероника злится на Кита, у которого роман с замужней клиенткой Хармони. Логан просит Веронику помочь снять обвинение в изнасиловании с Мерсера, однако отказывается сказать ей, почему уверен в его невиновности. Она собирает вещи и переезжает в комнату Пиза и Уоллеса, пока они отсутствуют. За помощью к Веронике обращается девушка, приехавшая к своему парню из другого города, но он не встретил её как они договаривались и его комната пуста. |            |                                                                                    |               |                                                                                              |                 |                     |
| 52 | 8          | «Властитель дум» «Lord of the Pi's»                                                | Стив Гомер    | Дайан Раггьеро                                                                               | 21 ноября 2006  | 2.57                |
| Сельма Роуз, внучка основателя Херста и член Совета попечителей, таинственно исчезает в ночь перед тем, как отдать свой решающий голос относительно системы студенческих братств в университете. Декан О’Делл нанимает Кита, чтобы найти её. Вероника как фотограф была нанята местной газетой, чтобы снимать этот приём. Они с Логаном ссорятся из-за её участия в деле об изнасиловании. |            |                                                                                    |               |                                                                                              |                 |                     |
| 53 | 9          | «Яйца на вертеле» «Spit & Eggs»                                                    | Роб Томас     | Роб Томас                                                                                    | 28 ноября 2006  | 3.44                |
| Декан О’Делл восстанавливает систему братств в Херсте. Насильник оставил объявление в газете о том, где и когда будет следующая жертва. Чтобы раскрыть дело, Вероника, Мак, Уоллес и Пиз отправляются на вечеринку, вооружённые подстаканниками, определяющими наличие наркотиков в напитках. О’Делл нанимает Кита, чтобы узнать изменяет ли ему жена. |            |                                                                                    |               |                                                                                              |                 |                     |
| 54 | 10         | «Покажи мне обезьянку» «Show Me the Monkey»                                        | Ник Марк      | История: Джон Энбом Телесценарий: Джон Энбом, Роберт Халл                                    | 23 января 2007  | 3.23                |
| Вероника пытается перестать думать о Логане. По просьбе группы исследователей она берётся найти исчезнувшую из лаборатории обезьянку. Вместе с Мак они вступают в общество защиты прав животных, подозревая, что они могут быть замешаны в похищении. Минди О’Делл просит Кита расследовать смерть декана, потому что она не верит в версию о самоубийстве. |            |                                                                                    |               |                                                                                              |                 |                     |
| 55 | 11         | «Пукипси, пройдоха и вор» «Poughkeepsie, Tramps and Thieves»                       | Джон Крэтчмэр | Дайан Раггьеро                                                                               | 30 января 2007  | 2.69                |
| Вероника ищет девушку, с которой Макс провёл незабываемую ночь, а затем она сообщила ему, что выходит замуж. В процессе поиска она выясняет, что девушка вовсе не та, за кого себя выдавала. Кит начинает расследование дела декана и ищет зацепки, которые могли бы подтвердить, что это было убийство. |            |                                                                                    |               |                                                                                              |                 |                     |
| 56 | 12         | «На следующее утро» «There's Got to Be a Morning After Pill»                       | Триша Брок    | История: Джонатан Москин, Фил Клеммер Телесценарий: Джонатан Москин, Фил Клеммер, Джон Энбом | 6 февраля 2007  | 2.40                |
| После того, как Логан переспал с Мэдисон, по вине которой её изнасиловали в школе, Вероника принимает трудное решение. Между тем, девушка Тима Фойла обращается к Веронике за помощью — она хочет найти виновного в гибели своего ребёнка. А Слоник просит Веронику об одолжении, чтобы вернуться к прежней жизни. |            |                                                                                    |               |                                                                                              |                 |                     |
| 57 | 13         | «Смерть после игры» «Postgame Mortem»                                              | Джон Крэтчмэр | Джо Вочи                                                                                     | 13 февраля 2007 | 2.37                |
| Тренера по баскетболу находят мёртвым, подозрения падают на его сына Джоша. Жена тренера обращается к Киту Марсу за помощью, Вероника решает также помочь, пока Кит занимается расследованием убийства декана. Джош сбегает из тюрьмы, а Вероника арестована как подозреваемая в пособничестве. |            |                                                                                    |               |                                                                                              |                 |                     |
| 58 | 14         | «Пленённая Марс» «Mars, Bars»                                                      | Гарри Уинер   | История: Фил Клеммер, Джон Энбом, Джо Вочи Телесценарий: Фил Клеммер, Джон Энбом             | 20 февраля 2007 | 2.27                |
| Веронику выпускают из тюрьмы, а её друзья, тем временем, принимают участие в соревнованиях по случаю Дня Святого Валентина. Джош хочет сбежать из страны, узнав правду о смерти отца, а шериф Лэмб прибывает в дом Минди, чтобы арестовать Стива. |            |                                                                                    |               |                                                                                              |                 |                     |
| 59 | 15         | «Папкина лачуга» «Papa's Cabin»                                                    | Майкл Филдс   | Джон Энбом                                                                                   | 27 февраля 2007 | 2.66                |
| После смерти Лэмба Кита назначают шерифом, и он продолжает расследование убийства декана. Вероника помогает Тиму подтвердить алиби профессора Лэндри, закончив расследованием поисками самого профессора и жены декана, сбежавших вместе… |            |                                                                                    |               |                                                                                              |                 |                     |
| 60 | 16         | «Не-Американское граффити» «Un-American Graffiti»                                  | Джон Крэтчмэр | Роберт Халл                                                                                  | 1 мая 2007      | 2.35                |
| Вероника должна расследовать преступление на почве национально-религиозной нетерпимости. Тем временем, Кит узнаёт о случаях коррупции в стенах полицейского участка. Логан приглашает Веронику на вечеринку по случаю Дня Рождения Паркер, а Уоллес уговаривает Пиза признаться Веронике в своих чувствах. |            |                                                                                    |               |                                                                                              |                 |                     |
| 61 | 17         | «Компрометирующая запись» «Debasement Tapes»                                       | Дэн Этэридж   | Джон Энбом                                                                                   | 8 мая 2007      | 1.85                |
| Спивающаяся рок-звезда Дэзмонж Фэллоус прибывает в Хёрст, чтобы дать благотворительный концерт для школьной радио-станции. Вскоре выясняется, что кто-то украл его вещи, необходимые для выступления. Пиз просит Веронику помочь найти пропажу, несмотря на напряжение, которое возникло между ними после поцелуя. Между тем, в городе появился новый кандидат на пост шерифа. |            |                                                                                    |               |                                                                                              |                 |                     |
| 62 | 18         | «Я знаю, что ты будешь делать следующим летом» «I Know What You'll Do Next Summer» | Ник Марк      | Джонатан Москин, Дэвид Малей                                                                 | 15 мая 2007     | 2.10                |
| Вероника официально становится частным сыщиком, сдав на отлично квалификационный тест. Пиз берёт интервью у Аполлона Букеньи — африканского студента в Херсте, написавшего книгу о своём детстве в роли солдата повстанческой армии в Уганде. Некий мужчина по имени Кизза нанимает Веронику, чтобы та доказала, что Аполлон — его сын. Всё заканчивается неожиданно, когда выясняется, что история Аполлона может быть выдумкой. Когда приближаются выборы на должность шерифа Нептуна, Кит сталкивается с волной хулиганства. Паркер обращается к Веронике за советом после того, как узнаёт, что Логан собирается провести лето в путешествии с Диком. |            |                                                                                    |               |                                                                                              |                 |                     |
| 63 | 19         | «Степенность действий» «Weevils Wobble But They Don't Go Down»                     | Джейсон Блум  | Филл Клеммер                                                                                 | 22 мая 2007     | 1.78                |
| Слоник арестован за продажу поддельных социальных карт студентам Хёрста, но он клянётся Веронике, что его подставили и просит подругу доказать его невиновность. Пиз ведёт радио-дебаты Кита и Винни, а Дик неожиданно извиняется перед Мак за своё поведение по отношению к ней. После небольшой ссоры Вероника и Пиз занимаются сексом, а вскоре запись с ними таинственным образом появляется в Интернете… |            |                                                                                    |               |                                                                                              |                 |                     |
| 64 | 20         | «Сука вернулась!» «The Bitch Is Back»                                              | Майкл Филдс   | Роб Томас, Дайан Раггьеро                                                                    | 22 мая 2007     | 2.15                |
| После того, как Логан избил Пиза, Вероника говорит бывшему парню, что не хочет его знать. Паркер кажется, что у Логана всё ещё есть чувства к Веронике. Пиз пытается доказать Веронике, что он не причастен к появлению записи в Интернете. С помощью Слоника, Вероника узнаёт, как вообще появилась эта запись, и кто виновен в её распространении — человек из её прошлого, как-то связанный с некой организацией под названием Дворец. Между тем, Кит принимает тяжёлое решение, чтобы защитить свою дочь… |            |                                                                                    |               |                                                                                              |                 |                     |

## Загадки сезона
- Кто подставил Веронику с работой в классе профессора Лэндри?

Это был Тим Фойл, помощник профессора. Он знал о романе Лэндри с женой декана и о том, что тот использует выдуманное имя Рори Финч (это также адрес того, кто загрузил работу Вероники в Интернет) для регистрации номера в отеле Нептун Гранд. Веронике удаётся выследить загадочного Рори Финча (им оказался Лэндри) и встретить в его номере жену декана. Фойл признался, что профессор не знал, что он использовал этот псевдоним для электронной почты, чтобы подставить Веронику. По словам Фойла, ревновавшего Лэндри к Веронике, он сделал это для того, чтобы открыть девушке глаза, кто есть на самом деле обожаемый ею профессор.
- Кто насиловал девушек из Хёрста?

Друг Логана, диджей Мёрсер, а помогал ему староста общежития Мо, развозивший пьяных девушек после вечеринок. Вероника догадалась, когда на одной из вечеринок увидела, что Мёрсер выступает не в прямом эфире, а поставил запись сразу же после того, как Мо забрал девушку, которой сам же и подсыпал наркотик. На стоянке Веронику обрил Мо, также обеспечивая алиби Мёрсеру. Таким образом, Паркер не ошиблась, когда узнала запах парфюма Мёрсера, вспомнив о ночи изнасилования. Кроме того, не все девушки были изнасилованы Мёрсером. Клэр из женской организации, активно выступавшей за закрытие греческой системы общин в колледже, разыграла изнасилование, чтобы усугубить положение парней из мужских обществ. Сколько девушек до неё поступило так же, и сколько было настоящих изнасилований, в сериале не рассказывается.
- Кто убил декана О’Дэла?

Помощник профессора Лэндри, Тим Фойл. Он установил жучок в телефоне профессора и знал, что тот, не очень лестно отзываясь о нём, отказал в рекомендациях Тима. Тогда Фойл решается на отчаянный шаг: чтобы отомстить профессору, он убивает декана О’Дэла, зная, что подозрения падут на профессора и его любовницу Минди, жену декана. Между тем Лэндри и Минди решили подставить бывшего мужа Минди, актёра-неудачника и наркомана Батандо — он оставил отпечатки мужчины в кабинете профессора. Лэндри и Минди договорились покрывать друг друга, но женщина сдала профессора, который успел устроить себе алиби — встречу со стриптизёршей, чей сын проходил комиссию у профессора. В итоге ссоры, Лэндри случайно убивает Минди — она падает в море, и её тело выбрасывает на берег следующим утром. В итоге Лэндри отдан под суд за непредумышленное убийство Минди О’Дэл.
- Кто сделал запись с Вероникой и Пизом и выложил её в Интернет?

Запись сделал Гори Сорокин, один из участников тайного общества «Дворец». Он следил за Уоллесом, чтобы допустить его к испытанию в сообщество, и поставил в комнате Пиза и Уоллеса камеру. Скорее всего он и выложил запись в интернет, но ещё больший ход делу дал друг Логана — Дик Касабланкас, переслав эту запись всему списку в адресной книге.

## Интересные факты
- В этом сезоне стиль открывающих каждый эпизод титров поменялся и звучит новая версия песни «We Used To Be Friends».